# Botanische Staatssammlung München
Die  Botanische Staatssammlung München (SNSB-BSM) mit dem offiziellen Kürzel M ist ein Zentrum für Biodiversitätsforschung im Bereich der Pflanzen und Pilze. Sie ist eine Forschungseinrichtung der Staatlichen Naturwissenschaftlichen Sammlungen Bayerns (SNSB). Zu ihren Aufgaben gehören taxonomische, floristische und phylogenetische Forschung und die konservatorische Betreuung, Erweiterung und Bearbeitung ihrer umfangreichen Pflanzen- und Pilzsammlung. Die Botanische Staatssammlung ist außerdem ein internationales Zentrum zur Erhebung und Bereitstellung von Biodiversitätsdaten, sei es im Rahmen von Auskunftserteilungen, durch Herausgabe wissenschaftlicher Publikationen, Verleihen von Material zu Forschungszwecken oder durch Entwicklung von Online-Informationssystemen. Mit rund 3,2 Millionen Belegen ist sie größenmäßig auf Platz 20 unter den ca. 3400 Herbarien weltweit. Das IT Center der Staatlichen Naturwissenschaftlichen Sammlungen Bayerns ist ihr als Abteilung angegliedert.
Untergebracht ist die Botanische Staatssammlung zusammen mit dem Herbar der Ludwig-Maximilians-Universität (LMU) in einem nach Plänen von Ludwig von Stempel und Ludwig Ullmann errichteten und heute denkmalgeschützten Gebäude in der Menzinger Straße 67, 80638 München, das am 10. Mai 1914 eröffnet wurde und auf dem Gelände des Botanischen Gartens Nymphenburg liegt.
Die Geschichte der beiden Münchner Herbarien geht zurück in die Jahre 1807 und 1813. 1807 schenkte König Maximilian I Joseph sein Naturalienkabinett mit botanischen, zoologischen, anthropologischen und mineralogischen Sammlungen der Königlichen Bayerischen Akademie der Wissenschaften, und 1813 übernahm Franz von Paula von Schrank (1747–1835) – Mitglied der Akademie und erster Vorstand des 1812 in München eröffneten botanischen Gartens in der Elisenstraße – die Direktion des Akademie-Herbars. Im Zuge der Verlegung der Universität von Landshut nach München 1826/27 wurde ihr Herbar mit dem der Akademie vereint (lange Zeit ohne Verlust der Eigentumsrechte) und in den Räumen des Akademie-Gebäudes untergebracht. Mit der Umsiedlung nach München sollten die botanischen Sammlungen vorwiegend den Bedürfnissen des Unterrichts an der neuen Universität, der heutigen Ludwig-Maximilians-Universität München (LMU), dienen. Diese Verbindung von Herbar, Garten und universitärer Forschung hat sich bis heute erhalten und bewährt.
Seit 2001 kuratiert die Botanische Staatssammlung München die wissenschaftliche Datenbank IndExs – Index of Exsiccatae mit bibliographischen Informationen zu mehr als 2400 botanischen und mykologischen Exsikkatenwerken in Herbarien weltweit.